# Station Dendermonde
Station Dendermonde is een spoorwegknooppunt in de stad Dendermonde.

## Geschiedenis
Het werd in 1837 samen met spoorlijn 53 (Mechelen - Gent-Zuid) werd geopend. In 1853 volgde via spoorlijn 57 de verbinding met Aalst en in 1856 met Lokeren. In 1877 werd spoorlijn 56 (Dendermonde - Hamme - Sint-Niklaas) geopend. In 1880 werd Dendermonde op spoorlijn 52 (Dendermonde - Puurs - Antwerpen-Zuid) aangesloten en in 1881 volgde uiteindelijk spoorlijn 60 die Dendermonde met Asse en Brussel-Noord verbindt.
In 1940 brandde het houten station uit 1880 volledig af. Onmiddellijk werd door de bezetter opdracht gegeven tot de bouw van een nieuw station. De vermoedelijke architecten zijn Josse en Maurice Van Kriekinge. Het nieuwe gebouw werd opgetrokken in gele baksteen. De kubusvormige ontvangsthal in het midden wordt geflankeerd door een rechthoekige klokkentoren.
Op 2 juni 1957 werd het reizigersverkeer op spoorlijn 56 opgeheven. Op 31 mei 1964 werd de verbinding met Aalst verbroken (spoorlijn 57). Hierdoor is Aalst vandaag de dag niet rechtstreeks per spoor verbonden met de provincie Antwerpen. Men dient nu om te reizen via Brussel of Schellebelle. De spoorwegbedding tussen Dendermonde en Aalst is echter nog volledig in handen van Infrabel. De NMBS onderzoekt de heropening van deze spoorwegschakel.
Vanaf 2024 is een vernieuwing van het station gepland, waarbij de smalle reizigerstunnel vervangen wordt door een reizigersgang boven de sporen en de lage perrons verhoogd.

## Galerij

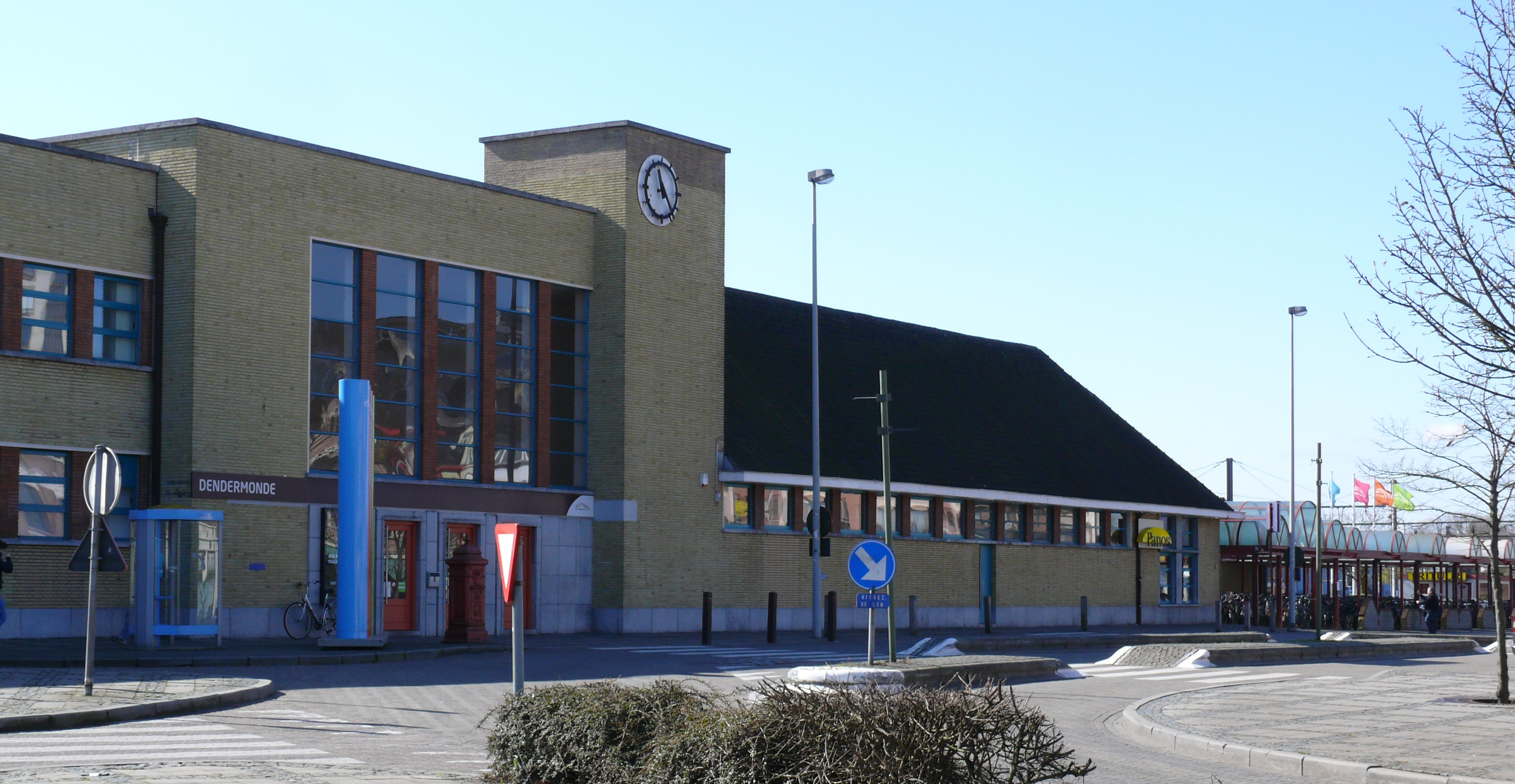
Voorgevel station
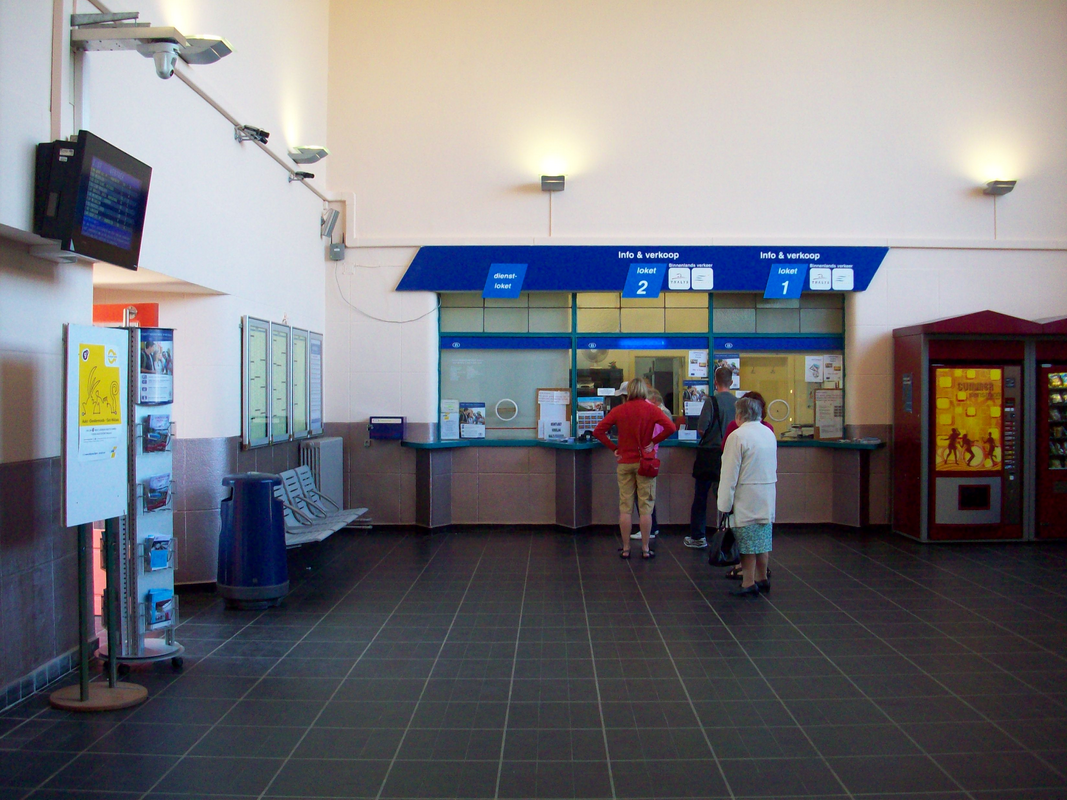
Lokethal
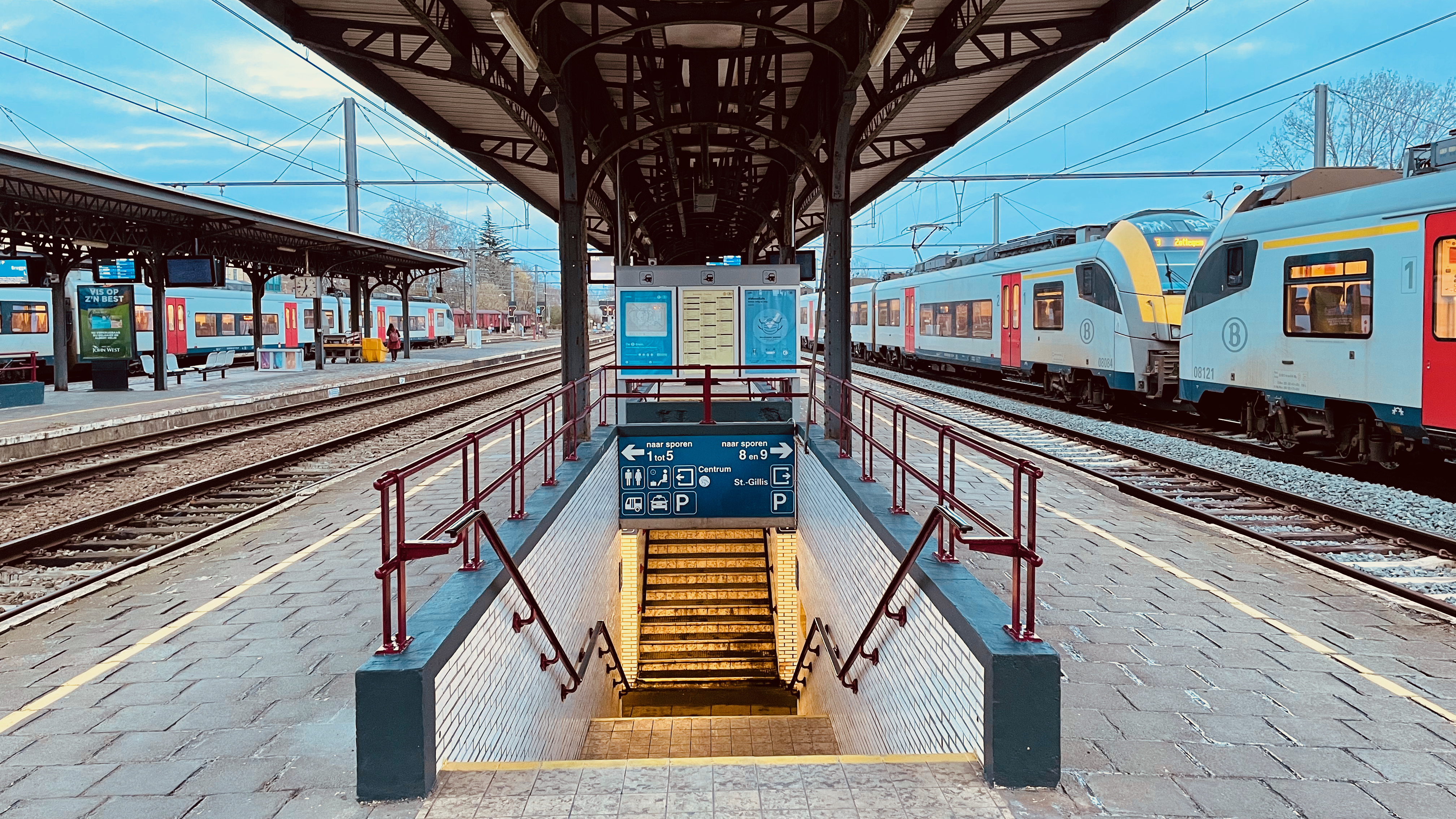
Perron
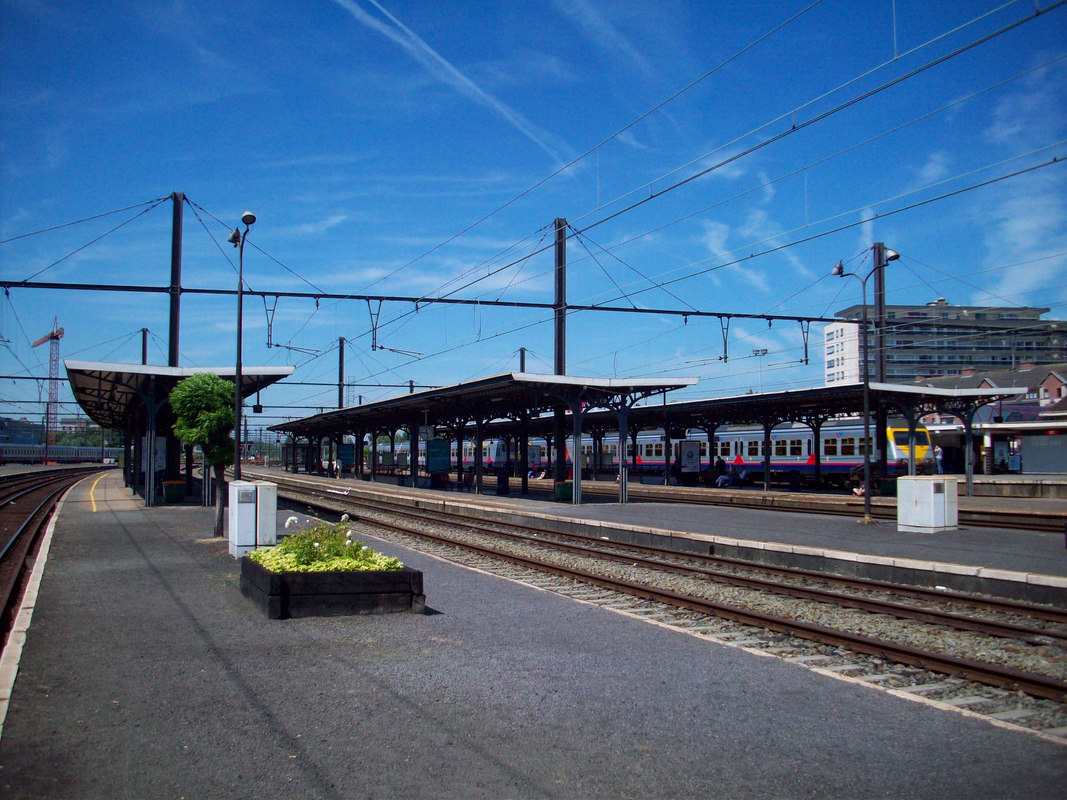
Zicht op de perrons
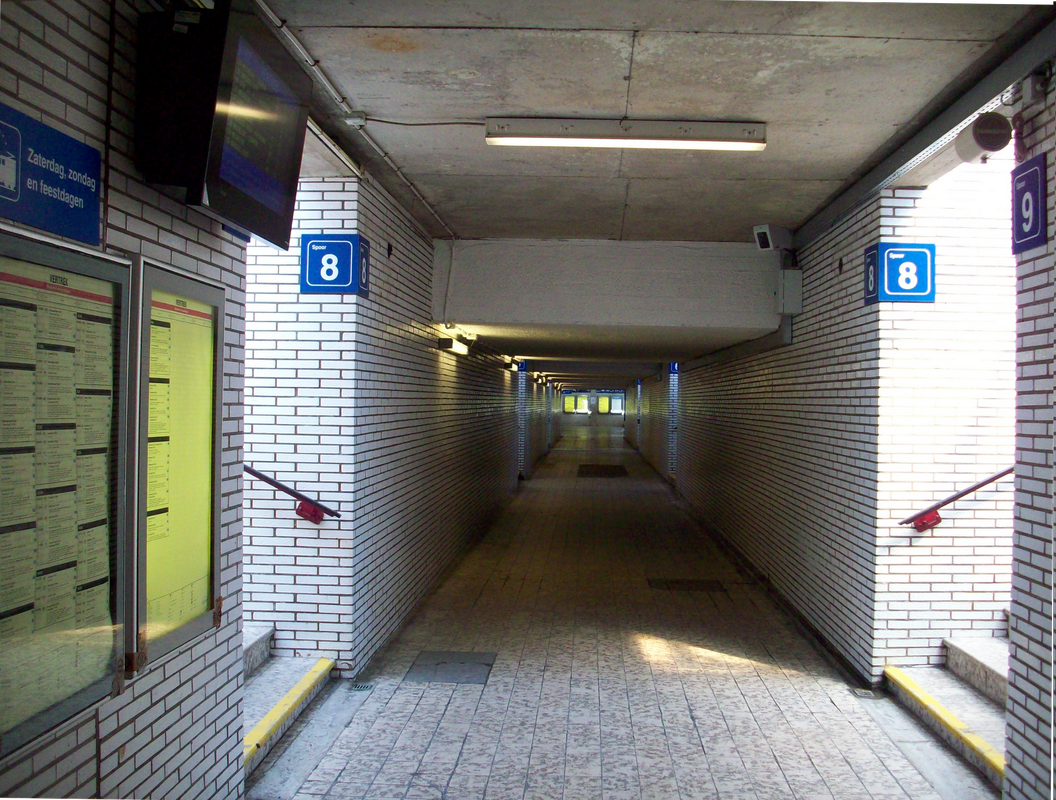
Reizigerstunnel / onderdoorgang
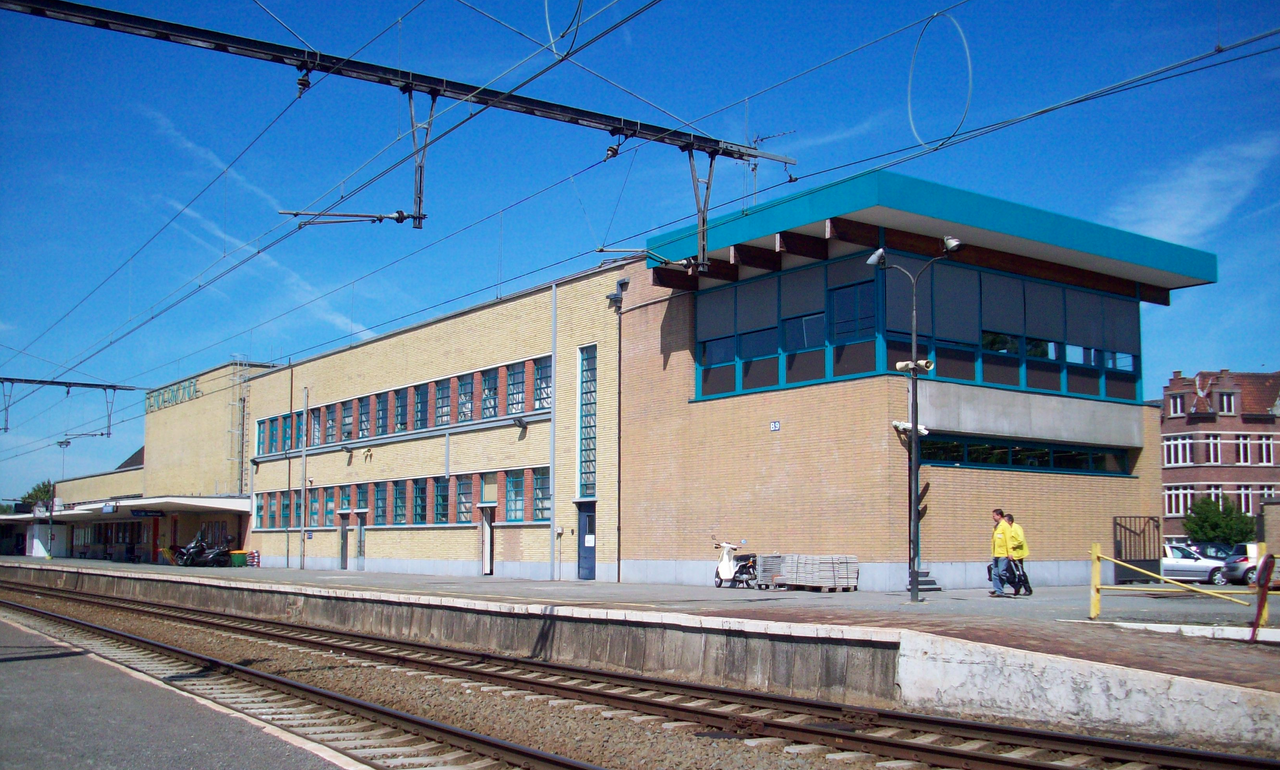
Seinhuis en stationsgebouw
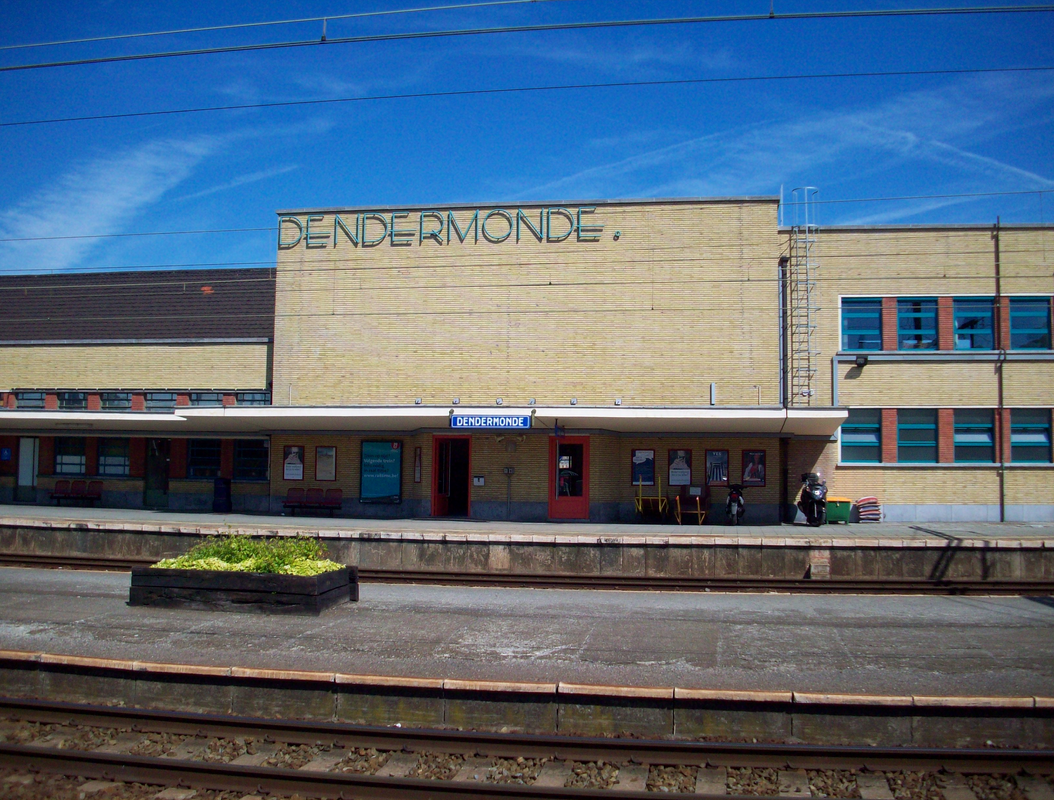
Plaatsnaam op het stationsgebouw
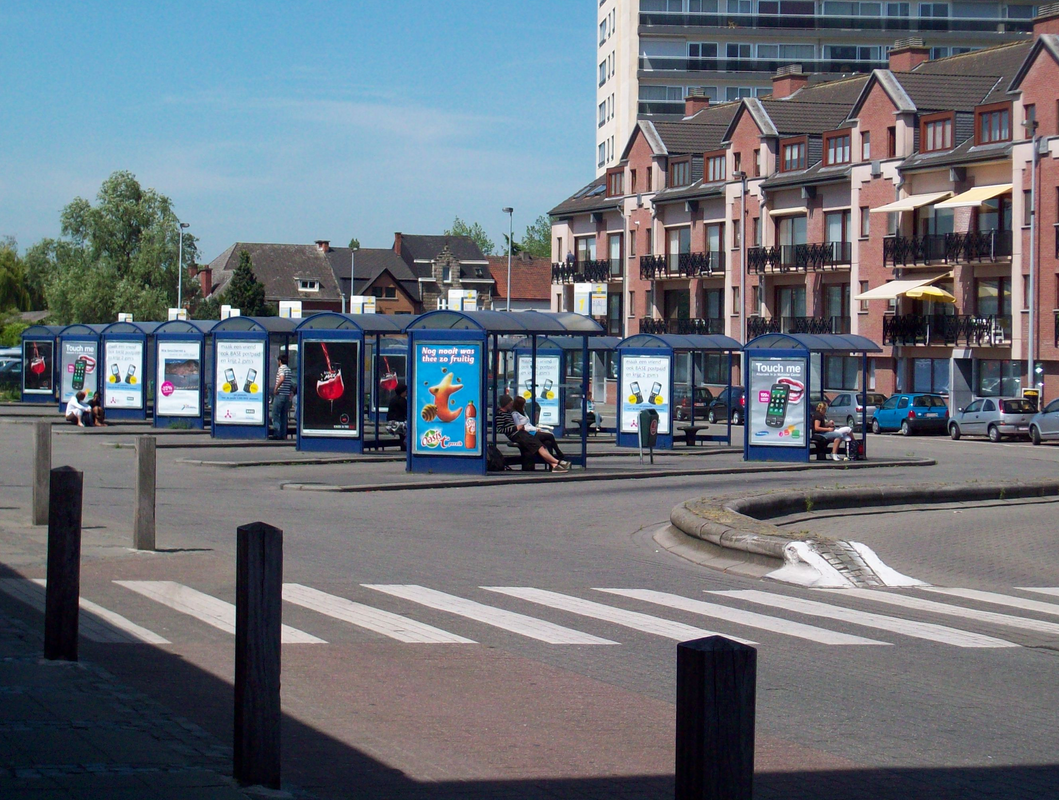
Busstation

## Treindienst
Het station van Dendermonde is het eindpunt van het Gewestelijk ExpresNet van Brussel met verbindingen S3 Dendermonde - Zottegem en S10 Dendermonde - Brussel-Zuid - Aalst. Dendermonde is eveneens het eindpunt van de S-trein van Antwerpen met de S34 Dendermonde - Lokeren - Antwerpen-Centraal.
Tussen station Dendermonde en station Puurs loopt de toeristische stoomspoorlijn Dendermonde-Puurs.
| Serie       | Treinsoort               | Route                                                                                                 | Bijzonderheden |
| ----------- | ------------------------ | --- | --- |
| IC 21       | Intercity (NMBS)         | Gent-Sint-Pieters – Dendermonde – Mechelen – Leuven                                                   | Rijdt in het weekend Mechelen - Leuven. |
| IC 26       | Intercity (NMBS)         | Kortrijk – Doornik – Brussel-Zuid – Dendermonde                                                       | Rijdt in het weekend Brussel-Zuid - Dendermonde |
| L 550       | L-trein (NMBS)           | Mechelen – Dendermonde – Gent-Sint-Pieters – Brugge – [ Zeebrugge-Strand ] / [ Zeebrugge-Dorp ]       | Rijdt in het weekend tussen Zeebrugge-Strand - Gent-Sint-Pieters. Rijdt enkel in juli en augustus in de week tussen Zeebrugge-Strand - Mechelen.              |
| L 850       | L-trein (NMBS)           | Mechelen – Dendermonde – Gent-Sint-Pieters – Kortrijk                                                 | Rijdt alleen in het weekend. |
| S 3         | GEN (NMBS)               | [ Denderleeuw – ] Geraardsbergen – Brussel-Zuid – [ Dendermonde ] / [ Schaarbeek ]                    | Rijdt tijdens de spits vanaf/naar Denderleeuw. Tijdens de spits extra ritten Geraardsbergen-Schaarbeek. Rijdt tijdens het weekend Denderleeuw-Brusssel-Noord. |
| S 10        | GEN (NMBS)               | Dendermonde – Brussel-West – Brussel-Zuid – Aalst                                                     | Tijdens de spits extra ritten Aalst-Brussel-Zuid |
| S 34        | S-trein Antwerpen (NMBS) | Dendermonde – Lokeren – Sint-Niklaas – Antwerpen-Centraal                                             | Rijdt 2×/u tussen Antwerpen - Dendermonde tijdens de week, 1x/u tijdens het weekend en juli/augustus                                                          |
| P 7090/8090 | Piekuurtrein (NMBS)      | [ Sint-Niklaas – ] / [ Dendermonde – ] Mechelen – Leuven                                              | Rijdt alleen op werkdagen. Een trein van Dendermonde naar Gent-Sint-Pieters.                                                                                  |
| P 7390/8390 | Piekuurtrein (NMBS)      | [ Sint-Niklaas – ] / [ Dendermonde – ] Mechelen – Leuven                                              | Rijdt alleen op werkdagen. |
| P 8890      | Piekuurtrein (NMBS)      | Poperinge – Ieper – Kortrijk – Gent-Sint-Pieters – Dendermonde – Mechelen – Leuven – Sint-Joris-Weert | Een trein op zondagavond. |

## Reizigerstellingen
De grafiek en tabel geven het gemiddeld aantal instappende reizigers weer op een week-, zater- en zondag.
| Tabel: aantal instappende reizigers station Dendermonde | Tabel: aantal instappende reizigers station Dendermonde | Tabel: aantal instappende reizigers station Dendermonde | Tabel: aantal instappende reizigers station Dendermonde |
|                                                         | Weekdag                                                 | Zaterdag                                                | Zondag                                                  |
| ------------------------------------------------------- | ------------------------------------------------------- | ------------------------------------------------------- | ------------------------------------------------------- |
| 1977                                                    | 4 242                                                   | 558                                                     | 584                                                     |
| 1978                                                    | 4 651                                                   | 526                                                     | 430                                                     |
| 1979                                                    | 4 151                                                   | 483                                                     | 573                                                     |
| 1980                                                    | 3 632                                                   | 516                                                     | 558                                                     |
| 1981                                                    | 4 437                                                   | 624                                                     | 630                                                     |
| 1982                                                    | 5 273                                                   | 725                                                     | 634                                                     |
| 1983                                                    | 5 135                                                   | 694                                                     | 617                                                     |
| 1984                                                    | 4 673                                                   | 810                                                     | 838                                                     |
| 1985                                                    | 4 617                                                   | 878                                                     | 1 007                                                   |
| 1986                                                    | 4 628                                                   | 729                                                     | 700                                                     |
| 1987                                                    | 4 536                                                   | 801                                                     | 1 017                                                   |
| 1988                                                    | 5 205                                                   | 667                                                     | 1 111                                                   |
| 1989                                                    | 5 281                                                   | 655                                                     | 1 138                                                   |
| 1990                                                    | 4 674                                                   | 940                                                     | 969                                                     |
| 1991                                                    | 4 665                                                   | 946                                                     | 783                                                     |
| 1992                                                    | 5 336                                                   | 928                                                     | 891                                                     |
| 1993                                                    | 4 670                                                   | 993                                                     | 884                                                     |
| 1994                                                    | 5 290                                                   | 917                                                     | 750                                                     |
| 1995                                                    | 4 564                                                   | 879                                                     | 892                                                     |
| 1996                                                    | 5 388                                                   | 978                                                     | 854                                                     |
| 1997                                                    | 4 725                                                   | 994                                                     | 862                                                     |
| 1998                                                    | 4 828                                                   | 804                                                     | 642                                                     |
| 1999                                                    | 5 194                                                   | 874                                                     | 788                                                     |
| 2000                                                    | 5 772                                                   | 1 018                                                   | 964                                                     |
| 2001                                                    | 4 821                                                   | 824                                                     | 748                                                     |
| 2002                                                    | 5 539                                                   | 1 034                                                   | 968                                                     |
| 2003                                                    | 5 821                                                   | 1 010                                                   | 958                                                     |
| 2004                                                    | 5 712                                                   | 1 112                                                   | 1 078                                                   |
| 2005                                                    | 6 442                                                   | 1 003                                                   | 1 211                                                   |
| 2006                                                    | 5 508                                                   | 1 261                                                   | 1 351                                                   |
| 2007                                                    | 6 866                                                   | 1 174                                                   | 1 272                                                   |
| 2008                                                    | -                                                       | -                                                       | -                                                       |
| 2009                                                    | 5 799                                                   | 1 380                                                   | 1 166                                                   |
| 2010                                                    | -                                                       | -                                                       | -                                                       |
| 2011                                                    | -                                                       | -                                                       | -                                                       |
| 2012                                                    | 5 598                                                   | 1 090                                                   | 1 205                                                   |
| 2013                                                    | 6 102                                                   | 1 069                                                   | 960                                                     |
| 2014                                                    | 6 487                                                   | 1 163                                                   | 1 114                                                   |
| 2015                                                    | 6 036                                                   | 1 066                                                   | 1 162                                                   |
| 2016                                                    | 5 748                                                   | 1 221                                                   | 1 149                                                   |
| 2017                                                    | 5 652                                                   | 1 650                                                   | 1 254                                                   |
| 2018                                                    | 5 907                                                   | 1 361                                                   | 1 447                                                   |
| 2019                                                    | 5 757                                                   | 1 363                                                   | 1 492                                                   |
| 2020                                                    | 3 333                                                   | 1 042                                                   | 967                                                     |
| 2021                                                    | -                                                       | -                                                       | -                                                       |
| 2022                                                    | 4 895                                                   | 1 404                                                   | 1 339                                                   |
| 2023                                                    | 4 873                                                   | 1 353                                                   | 1 371                                                   |
| 2024                                                    | 5 330                                                   | 1 392                                                   | 1 357                                                   |

0,0: Dendermonde ·
5,6: Baasrode-Noord ·
9,0: Sint-Amands ·
12,5: Oppuurs ·
15,3: Puurs ·
18,4: Ruisbroek-Sauvegarde ·
21,2: Boom ·
22,0: Boom-Krekelenberg ·
24,7: Niel ·
26,4: Schelle ·
27,6: Hemiksem ·
29,9: Hemiksem-Werkplaatsen ·
31,9: Hoboken-Kapelstraat ·
32,9: Hoboken-Polder ·
37,5: Antwerpen-Zuid
0,0: Schellebelle ·
2,8: Wichelen ·
5,8: Schoonaarde ·
9,7: Oudegem ·
12,5: Dendermonde ·
16,2: Baasrode-Zuid ·
18,2: Koude Haard ·
19,6: Buggenhout ·
21,6: Malderen ·
23,3: Molenheide ·
26,4: Londerzeel ·
28,2: Londerzeel-Oost ·
29,0: Ramsdonk ·
31,0: Kapelle-op-den-Bos ·
34,9: Heike ·
36,6: Hombeek ·
38,8: Brusselsesteenweg ·
39,6: Mechelen ·
42,6: Muizen ·
44,5: Hever ·
46,2: Biststraat ·
48,1: Boortmeerbeek ·
51,4: Haacht ·
52,5: Wespelaar-Heike ·
53,4: Wespelaar-Tildonk ·
55,8: Hambos ·
58,3: Wakkerzeelsesteenweg ·
59,4: Wijgmaal ·
64,1: Leuven
0,0: Aalst ·
2,5: Hofstade ·
5,5: Gijzegem ·
9,7: Oudegem ·
12,3: Dendermonde ·
15,0: Grembergen ·
18,4: Huivelde ·
20,7: Zele ·
24,0: Bokselaar ·
26,9: Dender & Waas ·
27,0: Lokeren
0,0: Jette ·
1,0: Ganshoren ·
2,3: Zellik-Renbaan ·
5,4: Zellik ·
7,7: Walfergem ·
9,6: Asse ·
13,1: Mollem ·
15,5: Merchtem ·
16,7: Droeshout ·
19,1: Opwijk ·
21,8: Heizijde ·
24,1: Lebbeke ·
26,3: Sint-Gillis ·
27,5: Dendermonde